# France 2
France 2 (вимовляється: [fʁɑ̃s dø]) це французький громадсько-національний телеканал. Він є частиною телеканалів медіахолдингу France Télévisions, разом із France 3, France 4, France 5 і France Ô. France Télévisions також бере участь в АРТЕ, Euronews, кілька кабельних/супутникових тематичних каналів і Médiamétrie.
| Телебачення | Це незавершена стаття про телебачення. Ви можете допомогти проєкту, виправивши або дописавши її. |